# 古佛寺
古佛寺，位于中国山西省五台山，是从南路进入五台山所见的第一座寺庙。古佛寺依山而建，坐落在五台县金刚库乡清水河畔。寺庙始建年代已不可考，相传到了清代，该寺因为地处偏僻，年久失修，仅剩下一尊泥塑佛像。来自南山寺的普济和尚，路过此地，触景生情，于是便跪在佛像前说：“古佛，古佛，你叫我成佛，我来修你古佛。”说完就听见有人回答他：“普济，普济，你快来修我，我叫你成佛。”于是普济和尚到处化缘，重修此寺。故名“古佛寺”。